# 普羅夫迪夫區域民族誌博物館
普羅夫迪夫區域民族誌博物館是保加利亞普羅夫迪夫的一座民族誌博物館，是保加利亚第二大专性主题博物馆。該館建立於1917年，1938年開始遷至現址，並於1943年重新開放。如今，普羅夫迪夫區域民族誌博物館收藏了40,000多件展品，包括農牧器具、工藝品、織物和服裝、家具和室內裝飾、樂器、宗教物品和藝術品等。此外，博物館還擁有學術檔案室、圖書館和照片檔案室。

## 建築

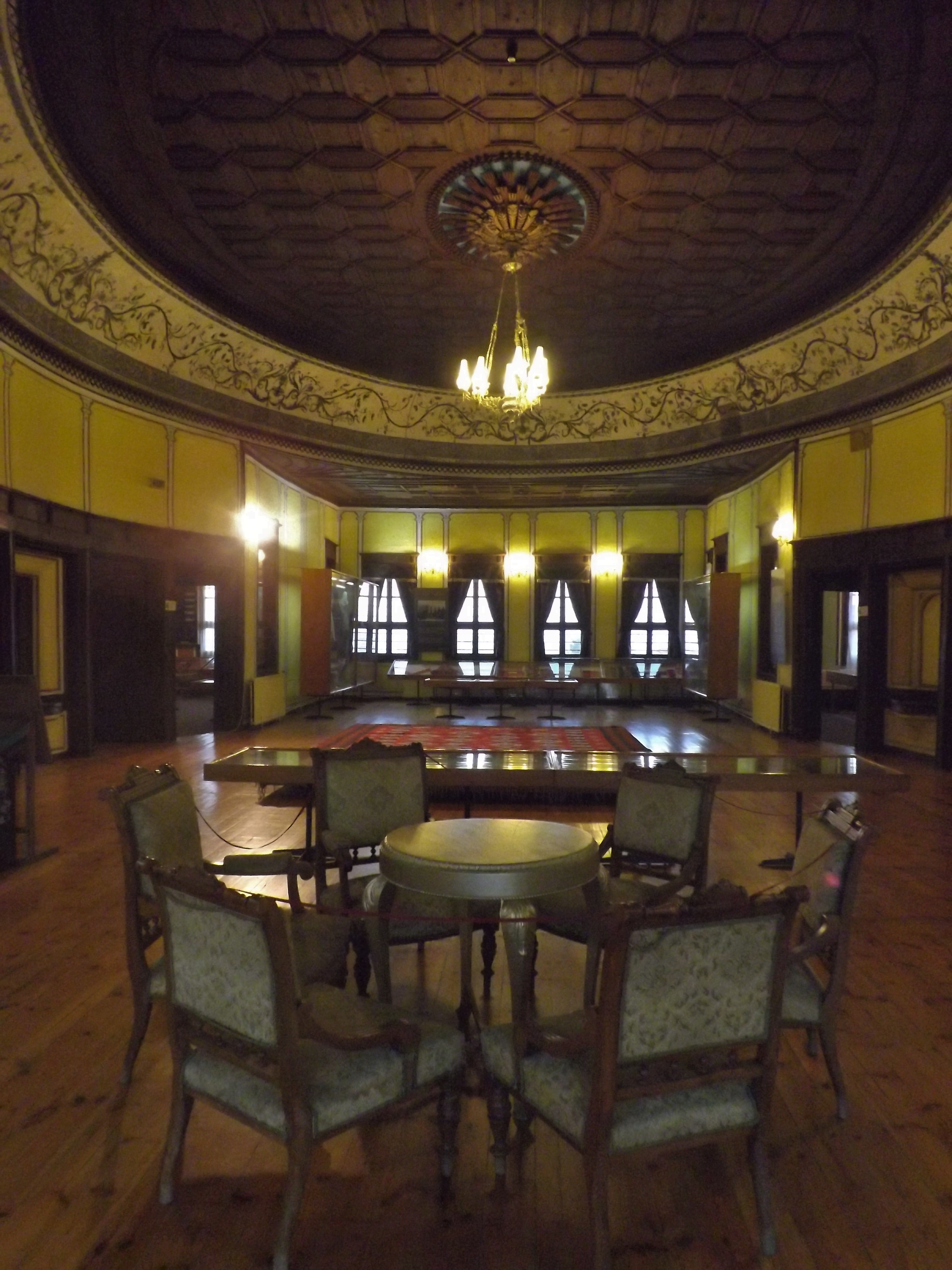
內部

目前博物館所在建築於1847年建成，由普羅夫迪夫设计并由維也納從事布料買賣的富商海姆祖夫（Argir Hristov Kuyumdzhioglu）出資建造，因此又被稱為海姆祖夫之屋。該房屋师普羅夫迪夫19世紀中葉巴洛克建築的典範。立面為對稱設計，總面積超過570平方米（大约6,100平方英尺）。房子內部和外部裝飾均繪有繁複的花卉圖案，每個房間的天花板均由木雕裝飾，並有一個帶花園的內院。

## 外部連結
- 官方网站 （英語和保加利亞語）
- Regional Ethnographic Museum-Plovdiv at Google Cultural Institute （页面存档备份，存于）

42°9′0″N 24°45′11″E / 42.15000°N 24.75306°E